# Heptachispa crassicornis
Heptachispa crassicornis es una especie de insecto coleóptero de la familia Chrysomelidae.
Fue descrita científicamente en 1877 por Félicien Chapuis.